# Sielsowiet Dubrowna
Sielsowiet Dubrowna (biał. Дубровенскі сельсавет, Dubrowienski sielsawiet; ros. Дубровенский сельсовет) – sielsowiet na Białorusi, w obwodzie grodzieńskim, w rejonie lidzkim, z siedzibą w Dubrownie.

## Demografia
Według spisu z 2009 sielsowiet Dubrowna zamieszkiwało 3268 osób, w tym 1851 Polaków (56,64%), 1139 Białorusinów (34,85%), 186 Rosjan (5,69%), 45 Ukraińców (1,38%), 9 Ormian (0,28%), 4 Tatarów (0,12%), 4 Litwinów (0,12%), 11 osób innych narodowości i 19 osób, które nie podały żadnej narodowości.

## Geografia i transport
Sielsowiet położony jest na Poniemniu, we wschodniej części rejonu lidzkiego. Największą rzeką jest Nieciecz. Od zachodu sielsowiet graniczy z Lidą.
Przez sielsowiet przebiegają linia kolejowa Mołodeczno – Lida oraz wschodnia obwodnica Lidy, a jego skrajem droga republikańska R89. Na jego terenie położony jest wojskowy port lotniczy Lida.

## Miejscowości
- wsie:

| - - Bryndzieniata - Bylińskie - Ciaby - Ćwiermy - Dowknie - Dubrowna - Jaśkowce - Kopaczele - Nieciecz - Niszczykowszczyzna - Nowickie Pierwsze | - - Nowosiółki - Obmanicze - Ogrodniki - Paszki - Perepieczyce - Plasewicze - Plebańce - Przydybajły - Sągajły - Zuchwalnia |

- osiedle:
  - Pierszamajski